# Tigre Rugby Club
El Tigre Rugby Club (más conocido por su acrónimo TRC) es un club de rugby y hockey sobre césped en Tigre, provincia de Buenos Aires (Argentina), miembro de la Unión de Rugby de Buenos Aires (URBA).

## Prólogo
Corría el año 1823. En un tradicional colegio del sur de Inglaterra, jóvenes estudiantes compartían un partido de fútbol.
No era el fútbol de hoy, el que mueve millones de dólares, el de las estrategias hechas en pizarrón, el que genera ídolos.
No, el fútbol de esa época era rústico, fuerte, sin jugadas brillantes ni reglas precisas. Pero volvamos al partido. En un avance de su equipo, el joven William Webb Ellis realizó una genial y discutida jugada, que cambió la historia de los juegos de pelota.
Ellis tomó la pelota con sus manos y comenzó a correr con ella hacia la meta rival, mientras continuamente trataban de detenerlo y sus compañeros de ayudarlo. Cuando se acercaba al arco rival, mientras todos esperaban que convirtiera un tradicional gol, el jugador soltó la pelota y ¡la pateó por encima de los postes! (cosa que no era fácil en esa época, debido al peso de la pelota con la que se jugaba)
Esto provocó la alegría de unos y la indignación de otros, y todos comenzaron a discutir la validez o no de la jugaba de Ellis. El resultado: el fútbol se dividió en dos, el ya tradicional con la pelota impulsada solo con los pies y el gol entre los tres palos, y un nuevo juego, donde la pelota se lleva con manos y pies y los tantos se marcan sobre los postes.
William Webb Ellis, su jugada y su escuela pasarían a la historia. El nombre de la escuela: Rugby, y así se llamó el juego del que hablamos. Su primer reglamento creado en 1841 "Reglas del fútbol tal como se lo juega en las escuelas Rugby".
El trofeo del Primer Campeonato Mundial de Rugby, disputado en 1887, se llamó "Copa William Webb Ellis", en honor al primer jugador de rugby del mundo.
Con el tiempo, el Rugby proliferó en el Reino Unido, siendo adoptado como principal deporte a nivel universitario, en un ámbito reservado solo para las clases sociales más altas, donde imperaban entonces estrictas normas de caballerosidad. Estas se transmitieron al juego, y a pesar de popularizarse el mismo con el tiempo, los códigos de caballerosidad, lealtad y camaradería, continúan siendo los valores más estimados en el Rugby, juego donde la fuerza en el choque físico nunca se confunde con la mala intención.
Otro valor fundamental en este juego, es el respeto por el árbitro, por sus decisiones y sus fallos, que es considerado una forma de agradecimiento, ya que gracias al él, treinta jugadores pueden disfrutar el juego.
Frases como: "el referee siempre tiene razón", significa que aunque se equivoque - y se equivoca, porque es humano -, los jugadores de Rugby lo aceptamos plenamente, no puede inducirnos a pensar en injusticias ninguno de sus errores, pues bien sabemos que sus fallos los debe decidir en un solo instante y que gracias a su cooperación desinteresada el partido puede realizarse; Aún hoy se enseñan a los noveles jugadores y son ejemplo de la ideología lo que este deporte transmite.
Así también, se enarbola la bandera del amateurismo, "el deporte por el deporte mismo", que se refleja en que ni jugadores, ni técnicos, ni instituciones perciben lugro alguno por la práctica de este deporte, no permitiéndose patrocinantes ni publicidad.
En la Argentina el Rugby llega a través de la inmigración Británica a fines del siglo XIX. En el año 1885 el Club Atlético del Rosario y el Buenos Aires Cricket and Rugby Club, juegan el primer partido. En 1899 se crea la "The River Plate Rugby Union Championship", actual Unión Argentina de Rugby, con cuatro clubes fundadores: Belgrano Athletic, Lomas Atletic y los ya mencionados. Ese mismo año Lomas inaugura la lista de Campeones.
A lo largo del tiempo, el Rugby creció con más de sesenta Clubes sólo en Buenos Aires, siendo San Isidro actualmente llamado "Capital del Rugby", el punto de máxima concentración de clubes. Quizá por su proximidad con ese partido, fue que hasta la actual década del `80 Tigre no contaba con un Club o Institución propia que enseñara y difundiera la práctica del Rugby, su ideología y altos valores. O quizá sea porque deportes como el remo, la moto-náutica, el skí y otros deportes acuáticos cuentan con el apoyo más importante por se practicados en Tigre, me refiero al apoyo de la naturaleza.

## Historia del Tigre Rugby
Como queda mencionado en el Prólogo, el Rugby no contaba en Tigre con un club propio. No obstante, numerosos hijos de esta ciudad lo practicaban en otros clubes de la zona norte. Tigre seguía sin su club. Ya en 1977, los amantes de este deporte tuvieron la idea de crearlo. La inquietud nacía y el deseo de concretarla era firme.
Finalmente luego de muchas reuniones en casas particulares, el 15 de mayo de 1981 se reúnen los pioneros en Asamblea Constitutiva en la sede del Hogar Agustín García. El tigre Rugby Club veía la luz.
Pero no contaba con campo deportivo, sin duda lo más importante, el primer paso para practicar el deporte y en casa propia. Ya habían comenzado las gestiones ante las Autoridades de la Municipalidad de Tigre para obtener un campo.
Como positiva respuesta el 8 de julio de 1981, la Municipalidad de Tigre concede en comodato, cinco y medio hectáreas en terrenos bajos en la calle Benito Lynch, cercanos al Acceso Norte de la Ruta Panamericana.
Entre otras condiciones el Tigre Rugby se comprometía a:
-Presentar dentro de los tres meses comprobante de iniciación de trámite para obtener Persona Jurídica.
-Cerrar los terrenos en un plazo máximo de seis meses.
-Obtener la habilitación como Club de Rugby en un tiempo máximo de dos años.
Comienza de esta manera el gran desafío. Los terrenos otorgados, lindan con un barrio de viviendas precarias que crece constantemente, a punto tal que en la ocasión de colocar el cerco perimetral (de acuerdo a lo establecido en el comodato) dentro del predio había tres nuevas viviendas precarias. Se procedió a realizar el trámite ante las autoridades comunales para desalojarlas.
Fue una época en que, a manera de equipo de Rugby, se trabajó en conjunto, privó el esfuerzo individual y el colectivo.
Comienza la construcción del salón de estar, vestuarios, secretaria e instalaciones sanitarias. En febrero de 1982 el campo de deportes, hasta el momento sólo imaginado tras la maleza, mostraba signos de progreso. Convertir lo que era prácticamente una laguna en cancha, se logró gracias al aporte de todos los socios. Unos dieron su tiempo y su trabajo personal. Otros cedieron gratuitamente bienes de capital que eran necesarios, como maquinarias y herramientas de trabajo.
Todos aportaron la cuota social, aun cuando el club no tenía existencia física.
Así llega el año 1983. Los directivos y asociados crean el escudo representativo. Sus colores son el blanco, el azul y el rojo, con las iniciales de la institución, su nombre y el tigre.
Se crea asimismo la camiseta oficial blanca, con franjas horizontales azul y rojo. El equipo se completa con pantalón azul y medias rojas.
El 27 de noviembre de 1983 se concreta el sueño con la inauguración del campo deportivo, salón e instalaciones complementarias. Durante la reunión de camaradería, las palabras del entonces y actual Intendente Municipal Contador Ricardo Ubieto - Socio fundador N.º 52 - son las que sintetizan el trabajo y esfuerzo. Dijo "Entregamos un bañado, hoy es un Club", entre otros conceptos.
En diciembre de 1983, se realiza el primer campeonato interno, con una cancha habilitada y el comienzo de la actividad deportiva, el salón resultó chico. Se amplió el edificio y también creció el número de socios. Como consecuencia del constante progreso se inicia, en 1986, la construcción de un nuevo edificio con comodidades acordes a la pujanza del Tigre Rugby Club.
En la práctica del deporte participa como club invitado en los certámenes de la Unión Argentina de Rugby. Se encuentra bregando por obtener la afiliación.
Tanto en el orden deportivo como en el institucional el club lucha por crecer, unidos en el esfuerzo directivos, socios y simpatizantes. A los cuatrocientos niños y jóvenes que integran la escuela del club les espera el nuevo desafío de continuar la obra iniciada en 1981, dentro de los cánones de este deporte viril y caballeresco.
En 1988 los equipos presentados corresponden a las divisiones 10.º; 9.º; 8.º; 7.º; 6.º; 4.º Juvenil, pre-intermedia; intermedia y superior de preparación.
Además, los más chicos conforman las divisiones, Pre; pre-décima; décima y mosquito.
Asimismo, dentro de este club dedicado a un deporte varonil, la mujer pidió su espacio. Durante los primeros años fue acompañante y apoyo. Pero muchas deseaban hacer deporte. Como consecuencia se inicia la práctica de Hockey Femenino. En la escuela de Hockey sobre césped de la asociación Amateur Argentina de Hockey sobre césped, cuenta con equipos en las divisiones 5.º; 6.º; 7.º; 8.º y 9.º.
En 1988 obtienen al participar en el Seven del club Bunge y Born el tercer puesto div. 7.º A y tercer puesto división 9.º, logrando para el club los dos primeros trofeos para este deporte.
Las reuniones sociales, con mucho acento familiar, se realizan periódicamente, no solo concurren los socios sino también sus amigos.
Son muchas las anécdotas de los pioneros. Pero una, por referirse al socio N.º 1 y veterano inclaudicable del rugby -Pedro Chillo- merece mencionarse:
Un día sábado de gran calor, por cansancio y agotamiento, en pleno trabajo, Pedro se sienta, a la distancia, parece abatido. Es un espectáculo insólito. Por algo ha dejado de trabajar, gran susto y corridas de los amigos que se acercaron con temor por su salud, ya que no es habitual que pedro descanse.Al llegar comprueban con felicidad que se trataba solo de eso, descanso. Alivio de todos y enojo del presidente del club con una frase: "Pensaron que me moría", fue su comentario. Detrás del gesto serio se dejaba ver su profundo agradecimiento a su "equipo".
La gran tristeza: la muerte de Francisco Goya, acaecida en 1987, uno de los pioneros, socio fundador, de gran fuerza y empuje. Un pilar, no solo en el club, sino también en la práctica del rugby, su puesto era precisamente pilar.
Hubo también momentos de desaliento, ante los reiterados robos: paneles de acero de 30 m; maquinarias; combustible; baterías; chapas de techo; luces de canchas, que fueron colocadas un domingo y al regresar el martes, ya no estaban, algo realmente inexplicable, por la altura de las mismas.; camisetas, documentación. Han sido destruidas 400 estacas de árboles plantadas durante el primer año; los cercos; cristales y vajillas; espejos; el dibujo original del escudo y el libro de actas.
Pese a todo esto el balance es positivo. El club brinda sus instalaciones para la práctica de deportes a colegios primarios y secundarios estatales y privados.
El Tigre Rugby Club es palpable realidad, que llena de orgullo a los amantes de un deporte que forma caballeros y hace nacer amistades perdurables.